# Ceratomerus tarsalis
Ceratomerus tarsalis är en tvåvingeart som beskrevs av Adrian R.Plant 1991. Ceratomerus tarsalis ingår i släktet Ceratomerus och familjen Brachystomatidae. Inga underarter finns listade i Catalogue of Life.